# Justo Villanueva Gómez
Justo Villanueva Gómez (Corcubión, 1893 - Madrid, 1952) fou un advocat i polític gallec. Catedràtic de les universitats de La Laguna, Santiago de Compostel·la, Sevilla i Valladolid i militant del Partit Republicà Radical, fou elegit diputat per la província d'Ourense a les eleccions generals espanyoles de 1931, 1933 i 1936.